# Jüdischer Friedhof (Krynica-Zdrój)

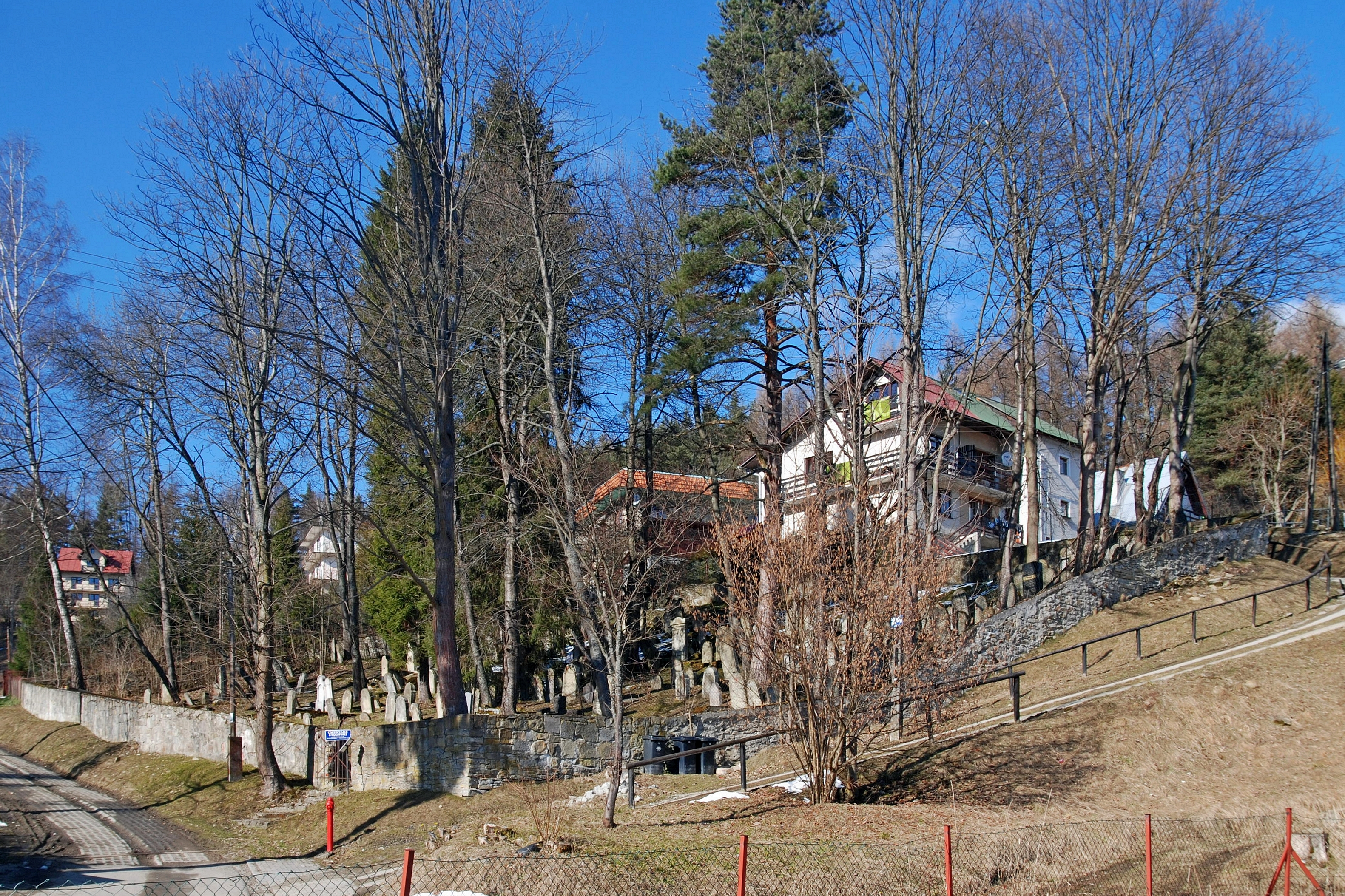
Der jüdische Friedhof in Krynica-Zdrój (März 2018)

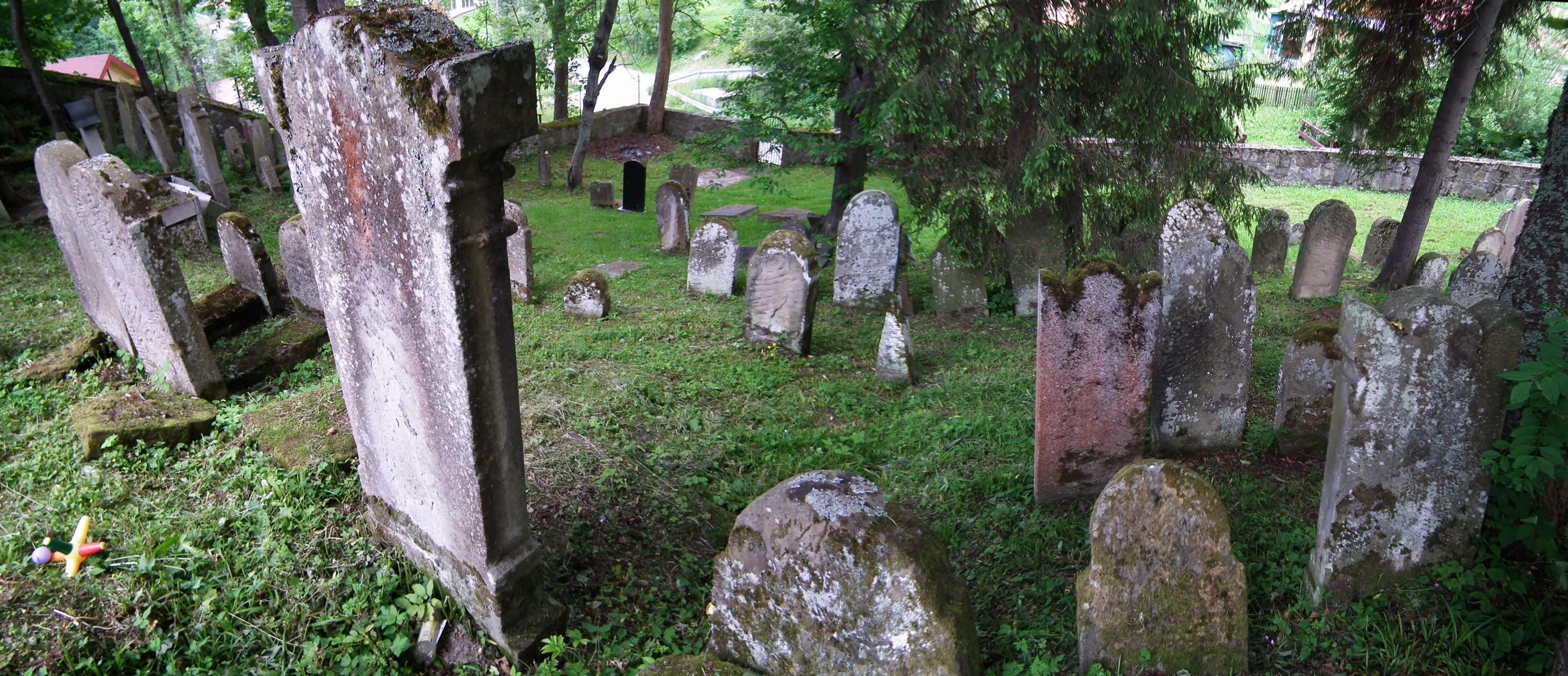
Der jüdische Friedhof in Krynica-Zdrój (Juni 2016)

Der Jüdische Friedhof Krynica-Zdrój befindet sich in Krynica-Zdrój, einer polnischen Stadt im Powiat Nowosądecki der Woiwodschaft Kleinpolen. Der an einem Hang liegende jüdische Friedhof wurde Mitte des 19. Jahrhunderts angelegt. Auf dem ringsum von einer Mauer umgebenen Friedhof sind zahlreiche Grabsteine erhalten.